# Josua Heilmann

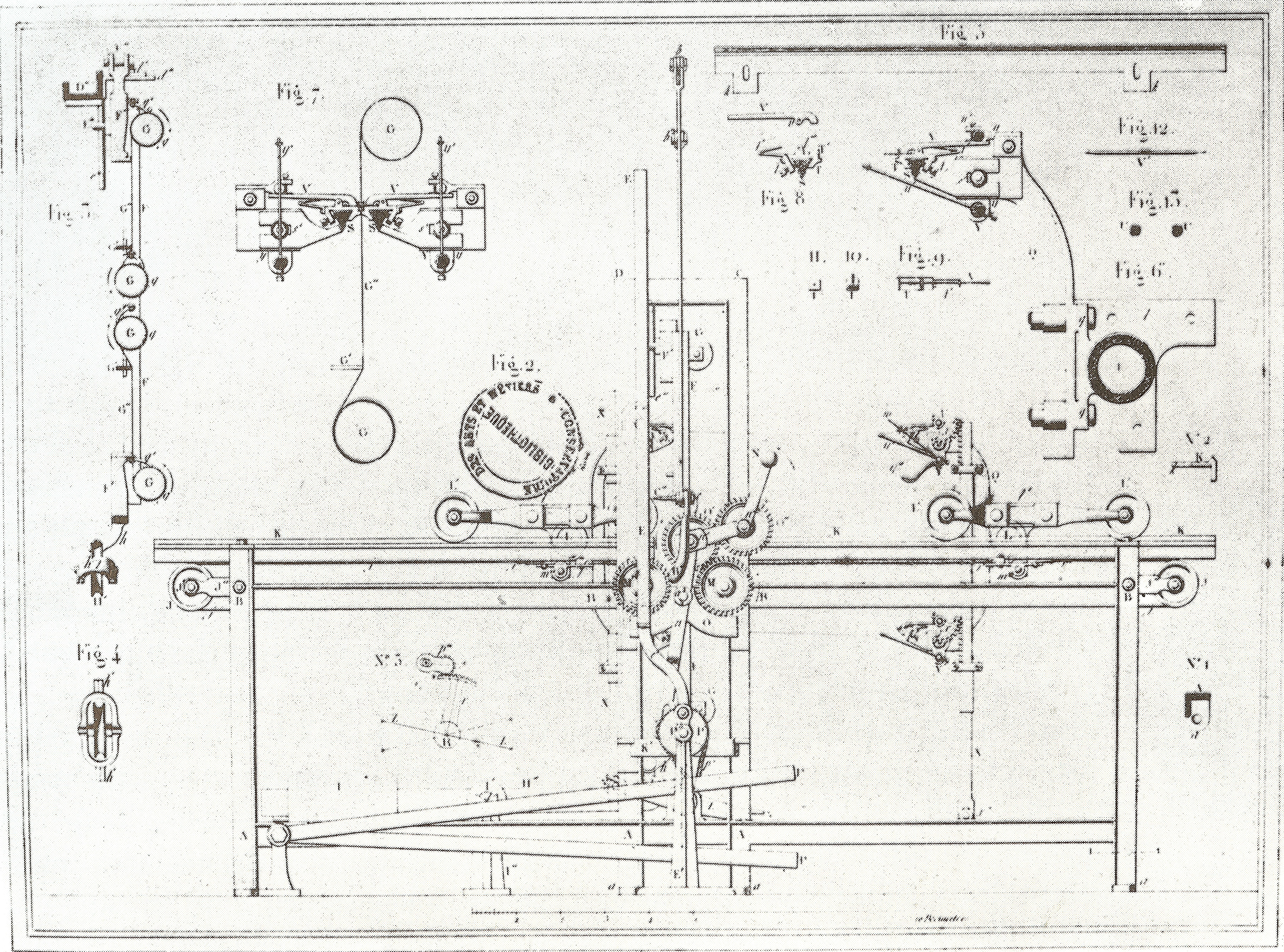
Konstruktionszeichnung der von Josua Heilmann entwickelten Stickmaschine

Josua Heilmann (* 17. Februar 1796 in Mülhausen im Elsass; † 5. November 1848 in Altthann) war ein französischer Textiltechniker und der Erfinder der Handstickmaschine.

## Leben
Heilmann besuchte das Conservatoire national des arts et métiers in Paris und übernahm 1817 die Leitung einer Spinnerei in Altthann. 1823 konstruierte er dort einen mechanischen Webstuhl. 1828/29 gelang ihm die Entwicklung der ersten Handstickmaschine. Diese konnte mit über 300 Nadeln gleichzeitig Sticken und so das gewünschte Muster vielfach auf den Stoff übertragen. Obwohl er selbst einige seiner Maschinen baute und auch einsetzen ließ, war ihnen der Erfolg aber noch nicht beschieden. Das sollte erst ungefähr 20 Jahre später durch die von Jacob Bartholome Rittmeyer ausgeführten Verbesserungen wesentlicher Details geschehen. Das Prinzip blieb dennoch ganz ähnlich, sodass Heilmann als der Erfinder der Stickmaschine gilt. Maschinen nach seinem Prinzip revolutionierten die Textilindustrie und ermöglichten den Siegeszug der europäischen Stickereiindustrie in Sachsen und insbesondere in der Umgebung von St. Gallen. Für die St. Galler Stickerei wurden allein über 20'000 Maschinen seines Typs gebaut. Erst etwa ab 1890 wurde seine Handstickmaschine langsam durch die von Isaak Gröbli entwickelte Schifflistickmaschine abgelöst.
Neben der Stickmaschine, seiner bekanntesten und erfolgreichsten Erfindung, gelang ihm auch die Entwicklung einer Mess- und Zusammenlegmaschine und mehrere Verbesserungen an den Vorbereitungsmaschinen für Spinnerei, namentlich aber 1843 die periodisch arbeitende Kämmmaschine für Wolle und Baumwolle, von deren Einführung der mächtige Aufschwung der Kammgarnspinnerei datiert.
Sein Sohn Paul war ein Unternehmer und Erfinder, sein 1853 geborener Enkel Jean-Jacques Heilmann war ein wichtiger französischer Eisenbahningenieur.